# باش‌کوی (آرهاوی)
باش‌کوی (به ترکی استانبولی: Başköy) یک منطقهٔ مسکونی در ترکیه است که در آرهاوی واقع شده‌است. باش‌کوی ۹۱ نفر جمعیت دارد.